# Hugo Höllenreiner
Hugo Adolf Höllenreiner (prononcé en allemand [ˈhu.go(ˈaːdolf) ˈhœl.nraɪna]), né le 15 septembre 1933 à Munich, et mort le 10 juin 2015 à Ingolstadt est un témoin de l'époque de la persécution des Sintés sous le nazisme.

## Sa vie
Les parents d'Hugo Höllenreiner ont choisi comme deuxième prénom pour leur fils, Adolf, pour le protéger des nazis. En vertu du décret du 16 décembre 1942 d'Himmler, il est déporté à 9 ans au « camp de Tsiganes à Auschwitz-Birkenau » le 16 mars 1943. Là, Josef Mengele pratiqua des expériences médicales sur lui et son frère aîné.
Après la révolte des Tsiganes le 16 mai 1944 à Birkenau, Hugo Höllenreiner a été évacué dans les camps de Ravensbrück, Mauthausen et finalement à Bergen-Belsen où il est libéré par les Anglais. Il a 11 ans.
Hugo Höllenreiner, ses 5 frères et sœurs et leurs parents ont survécu à la persécution des Sinti sour le Troisième Reich.
Depuis les années 1990, Hugo Höllenreiner raconte ces évènements lors de nombreuses conférences et dans des journaux. Il vit à Ingolstadt.

## Représentation dans littérature, film et musique
Dans quelques interviews Höllenrainer racontait à l'auteur Anja Tuckermann son destin pendant le national-socialisme. Anja Tuckermann a reçu le Prix allemand de la littérature de la jeunesse pour son livre "Denk nicht, wir bleiben hier!" Die Lebensgeschichte des Sinto Hugo Höllenreiner en 2006. Le livre a aussi été désigné pour un autre prix, le Prix frère et sœur Scholl.
En 2008 Adrian Coriolan Gaspar a fait une interview avec Hugo Höllenreiner. Ensuite Gaspar a composé sa première œuvre d'orchestre Symphonia Romani - Bari Duk, un oratorio pour solo et base, un chœur mixte et un orchestre.

## Littérature
- Anja Tuckermann: „Denk nicht, wir bleiben hier!“ Die Lebensgeschichte des Sinto Hugo Höllenreiner. Carl Hanser Verlag, München 2005.
- Anja Tuckermann: Mano. Der Junge, der nicht wusste, wo er war. Carl Hanser Verlag, München 2008.
- Frederik Obermaier: Jeden Tag den Tod vor Augen. In: Wochenendbeilage des Donaukurier vom 15./16. April 2006.

## Filmographie
- Sur le destin de Höllenreiner, Simon Ritzler a fait le film documentaire Angelus Mortis (« l'ange assassin » c'est-à-dire Mengele).
- Mémoires tsiganes, l’autre génocide, film de Juliette Jourdan et Idit Bloch, réalisatrices, et de Henriette Asséo, coauteure, historienne, Kuiv Productions, 2011, 1 h 10